# Arion Salazar
Arion Gabriel Salazar (Oakland, 9 de agosto de 1970) é um músico norte-americano, conhecido como ex-baixista da banda de rock Third Eye Blind. Antes disso, tocou em uma banda chamada Fungo Mungo.
Salazar é considerado um dos músicos mais conectados com seus fãs pela internet no mundo, respondendo e-mails e mensagens dos mesmos pessoalmente.[carece de fontes?]

## Carreira
Começou sua carreira com a banda de funk Fungo Mungo, integrando como baixista, que na qual tinha assinado um contrato com a gravadora Island Records. A partir de 1996 passou a integrar a banda de rock Third Eye Blind, também como baixista. Mas mesmo sendo baixista, ele já contribuiu na produção e composição musical da banda.
Em 2006, Salazar deixou a banda Third Eye Blind após diversas batalhas violentas e prolongadas com o integrante da banda, Stephan Jenkins.
Pelo fato de ter deixado a banda, ele começou a faltar em alguns shows ao vivo da banda, desencadeou com que um site criado por fãs da banda Third Eye Blind, The Village Church Yard, incentivassem os fãs de Salazar e da banda a se unirem em uma carta com abaixo-assinado para Salazar, pedindo para que ele voltasse. Em agosto de 2006, a carta foi enviada a ele.[carece de fontes?]
Nenhuma posição oficial foi tomada pela banda, mas Salazar foi substituído pelo baixista Leo Kremer. Independente disso, membros da banda dizem que ainda se relacionam profissionalmente com o ex-parceiro e que o Third Eye Blind continua de "portas abertas" para possíveis projetos futuros caso ele deseje voltar. Há rumores de que ele esteja lutando para se livrar de um possível vício em drogas.[carece de fontes?]

### Outros trabalhos
Salazar aumentou sua notoriedade, em 1997, quando foi responsável pela maioria das composições da trilha sonora para o jogo de computador Interstate '76.[carece de fontes?]